# Lomen stavkirke
Lomen stavkirke er en stavkirke i landsbyen Lomen i Vestre Slidre kommune i Innlandet. Den er antageligvis opført i anden halvdel af 1100-tallet, og ved hjælp af dendrokronologi er tømmeret dateret til 1179 1179. Den første gang kirken nævnes i skriftlige kilder er i 1325 og 1334.
Kirken blev senere ombyggetog gjort større i 1779. Den udgik af daglig brug i 1914, da den nye Lomen kirke var færdig omkring 2 km længere mod nord.
Indvendig er kirken støttet på fire stave. Den har tre udskårne portaler, arkader og søjle-kapitler.
Under den sidste restaureringen af kirken blev der udført en arkæologisk udgravning, og der blev fundet 71 genstande, heriblandt dele af smykker og mønter. Nogle af mønterne stammer fra 1100-tallet.